# 我與男生與青春期妄想的她們
《我與男生與青春期妄想的她們》（わたしと男子と思春期妄想の彼女たち）是法米通文庫的作品，作者是矢野唯，由雅秋乃繪製插畫。為第12屆Entame大獎小說部門優秀賞的得主作品。最初參賽時作品名為《妄想少女》。

## 故事大綱
本作是描寫明日美成長與人際關係的青春戀愛喜劇。
峰倉明日美是個暗戀青梅竹馬高柳的中學少女。某天早上，陌生的虛無僧突然叫住她，並給了她用途不明的隱形眼鏡。明日美一開始拒絕了，但虛無僧告訴她，如果不收下來，不只明日美自己，連高柳的會被捲入不幸的災難中，明日美聽了只好收下隱形眼鏡。虛無僧給的隱形眼鏡真正用途，是能夠讓人看見反應出男生理想女性形象的「妄想少女」。明日美雖然困惑，但還是和妄想少女們打成一片，妄想少女們也願意幫助明日美實現戀情。就在這時，學校裡發生多起威脅學生安全的事件，明日美身邊人們的狀況也向著無法預期的方向發展。雖然明日美無法控制事態發展，但還是漸漸藉著和同學、喜歡的人與妄想少女的互動，讓自己更了解自己。

## 登場角色

### 島村中學
峰倉 明日美
本作主角，就讀島村中學2年D班，是個整天靜不下來的笨蛋。虛無僧對她表示她被惡靈附身，並給她可以看到妄想少女的隱形眼鏡。
13歲，牡羊座。
高柳 尚人
2年D班學生。明日美的鄰居兼青梅竹馬，也是她的單戀對象。容貌出眾、成績優秀，也很擅長運動，很受女生歡迎。對明日美很冷淡，但實際上很喜歡她。
13歲，牡羊座，身高170cm，體重58kg。棒球部、學生會成員。
佐島 洋平
2年D班學生。高柳的好友，棒球部、學生會成員。長相端正，但完全不適合黑框眼鏡。
戴眼鏡是因為明日美在小四時對他說戴眼鏡比較酷，但明日美已經忘記這件事了。喜歡明日美，但知道高柳也喜歡她之後放棄追求。在國一入學典禮時對河內利沙一見鍾情。
河內 利沙
2年C班學生。人稱「C班妖精」的美少女，在男同學間廣受歡迎，但因為她不容易親近的個性，讓她受到女同學排擠。
身高160cm，体重46kg。三圍是82-56-84。血型AB型，生日11月12日。
鄉原 剛士
2年D班學生。通稱金剛。柔道社的巨漢，也是個情報通，常替各式各樣的人諮商。
宮里
2年D班學生。班長，正義感很強。
龜山
2年D班學生，劍道社。明日美的好友，自小學起的認識。通稱小龜。
鶴川
2年D班學生，劍道社。明日美的好友，自小學起的認識。通稱小鶴。
川上 昌治
2年D班學生。性格陰沉。在第1卷後與仲居交住。
仁島 祥子
2年D班學生。人稱「圖書館的聖女」。曾向尚人表白，但被拒絕。
仲居 加奈
2年D班學生。坐在川上旁邊。在第1卷後與川上交住。
澤田 和久
2年D班學生。外表輕浮。暗戀仁島祥子。
土井 半助
明日美的班導，社會科教師、棒球部顧問。很關心學生，是學生的靠山。忍者漫畫是他的聖經。
已婚，有兩名女兒（其中一位在第一集中未出生，懷孕8個月），長女像父親。
村田
英文科教師。
山田
生教組長。
金川
2年D班學生。班上沒有妄想少女的二人之一。與緒方交往中。
緒方
2年D班學生。與金川交往中。

### 妄想少女
麗沙
附身在佐島身上的妄想少女，與河內利沙長的一模一樣。個性溫容，充滿包容力，是明日美的好友，在明日美心中是最棒的女性。個性受到佐島對明日美的好意影響，很喜歡明日美，當她有煩惱時，時而溫柔、時而嚴厲的支持她。
4月7日生日。
唯姬
附身在鄉原身上的妄想少女，原型是鄉原的表妹由衣，穿著紫色洋裝的金髮傲嬌。
美羽
附身在宮里身上的妄想少女，形象是適合穿運動短褲的活潑少女，並穿著運動服與短褲。
川上女僕
附身在川上身上的妄想少女，外表是同班同學仲居加奈的美化版。
美月妹妹
附身在土井老師身上的妄想少女，為對即將出生的女兒的幻想，長相與土井太太相似。
幸子
附身在澤田身上的妄想少女，原型是仁島祥子。

### 其他人物
虛無僧
謎般的僧侶。警告明日美注意附身在身上的惡靈，並給她能看到妄想少女的隱形眼鏡。而後每當明日美面臨危機時都會出現在明日美面前，並送她能改變狀況的物品。
高柳 愛實
尚人的妹妹。小學四年級。

## 出版集數
| 日文標題 | 中文標題                                       | 日本          | 日本                | 臺灣 香港      | 臺灣 香港          |
| 日文標題 | 中文標題                                       | 發售日期      | ISBN                | 發售日期       | ISBN               |
| -------- | ---------------------------------------------- | ------------- | ------------------- | -------------- | ------------------ |
|          | 我與男生與青春期妄想的她們1 現實中學生又怎樣？ | 2011年1月29日 | ISBN 978-4047270268 | 2012年8月13日  | ISBN 9789571048413 |
|          | 我與男生與青春期妄想的她們2 外宿又怎樣？       | 2011年4月30日 | ISBN 978-4047272255 | 2012年10月19日 | ISBN 9789571049717 |
|          | 我與男生與青春期妄想的她們3 熱戀女僕又怎樣？   | 2011年8月29日 | ISBN 978-4047274686 | 2014年3月7日   | ISBN 9789571055176 |
|          | 我與男生與青春期妄想的她們4 現充又怎樣？       | 2012年1月30日 | ISBN 978-4047277922 | 2014年7月4日   | ISBN 9789571056425 |

## 外部連結
- 法米通文庫 FB Online - 我與男生與青春期妄想的她們 特別短篇（日語）